# Kheda
Kheda (en guyaratí: ખેડા ) es una ciudad de la India capital del distrito de Kheda, en el estado de Guyarat.

## Geografía
Se encuentra a una altitud de 32 m s. n. m. a 68 km de la capital estatal, Gandhinagar, en la zona horaria UTC +5:30.

## Demografía
Según estimación 2010 contaba con una población de 25 713 habitantes.